# Rolf Edberg
Rolf Arne Edberg (* 29. September 1950 in Stockholm) ist ein ehemaliger schwedischer Eishockeyspieler, der in seiner aktiven Zeit von 1966 bis 1985 unter anderem für die Washington Capitals in der National Hockey League gespielt hat.        

## Karriere
Rolf Edberg begann seine Karriere als Eishockeyspieler in seiner Heimatstadt in der Nachwuchsabteilung von Hammarby IF, für dessen Profimannschaft er von 1966 bis 1970 aktiv war. Mit seiner Mannschaft stieg er in der Saison 1967/68 in die Division 1, die höchste schwedische Spielklasse, auf, musste mit seiner Mannschaft jedoch den sofortigen Wiederabstieg in die Division 2 hinnehmen. Von 1970 bis 1978 spielte der Center für AIK Solna, für das er zunächst in der Division 1 und ab der Saison 1975/76 in deren Nachfolgeliga Elitserien aktiv war. Mit AIK wurde er in der Saison 1977/78 Vizemeister. Zu diesem Erfolg trug er selbst mit 19 Scorerpunkten, davon sieben Tore, in insgesamt 29 Spielen bei. In der gleichen Spielzeit wurde er in das schwedische All-Star Team gewählt und erhielt den Guldpucken als bester schwedischer Spieler des Jahres. 
Am 10. Juni 1978 wurde Edberg als Free Agent von den Washington Capitals unter Vertrag genommen, für die er in den folgenden drei Spielzeiten in der National Hockey League auf dem Eis stand. In diesem Zeitraum erzielte er in 184 Spielen 103 Scorerpunkte, davon 45 Tore. Daraufhin kehrte er in seine schwedische Heimat zurück und wurde mit seinem Ex-Klub AIK Solna in der Saison 1981/82 nach seiner Rückkehr auf Anhieb Schwedischer Meister. Zuletzt spielte der Schwede von 1983 bis 1985 für seinen Heimatverein Hammarby IF, mit dem er in der Saison 1983/84 in die Elitserien aufstieg und in der Saison 1984/85 den sofortigen Wiederabstieg hinnehmen musste. Anschließend beendete er seine Karriere im Alter von 34 Jahren.            

### International
Für Schweden nahm Edberg ausschließlich im Juniorenbereich an der U19-Junioren-Europameisterschaft 1969 teil. Im Seniorenbereich stand er im Aufgebot seines Landes bei den Weltmeisterschaften 1977, 1978 und 1979. Bei der WM 1977 gewann er die Silber-, bei der WM 1979 die Bronzemedaille. 

## Erfolge und Auszeichnungen
- 1968 Aufstieg in die Division 1 mit Hammarby IF
- 1978 Schwedischer Vizemeister mit AIK Solna
- 1978 Schwedisches All-Star Team
- 1978 Guldpucken
- 1982 Schwedischer Meister mit AIK Solna
- 1984 Aufstieg in die Elitserien mit Hammarby IF

### International
- 1977 Silbermedaille bei der Weltmeisterschaft
- 1979 Bronzemedaille bei der Weltmeisterschaft